# ローラ・B08/80
ローラ・B08 / 80は、ローラ・カーズによって開発された、ル・マン・プロトタイプであり、ローラ・B08 / 60のLMP2バージョンである。これらは1992年のT92 / 10以来となったクローズドコックピットカー。B08 / 80は、LMP1用のB08 / 60と比較して、LMP2カテゴリーの小型エンジンと軽量化に最適化されている。

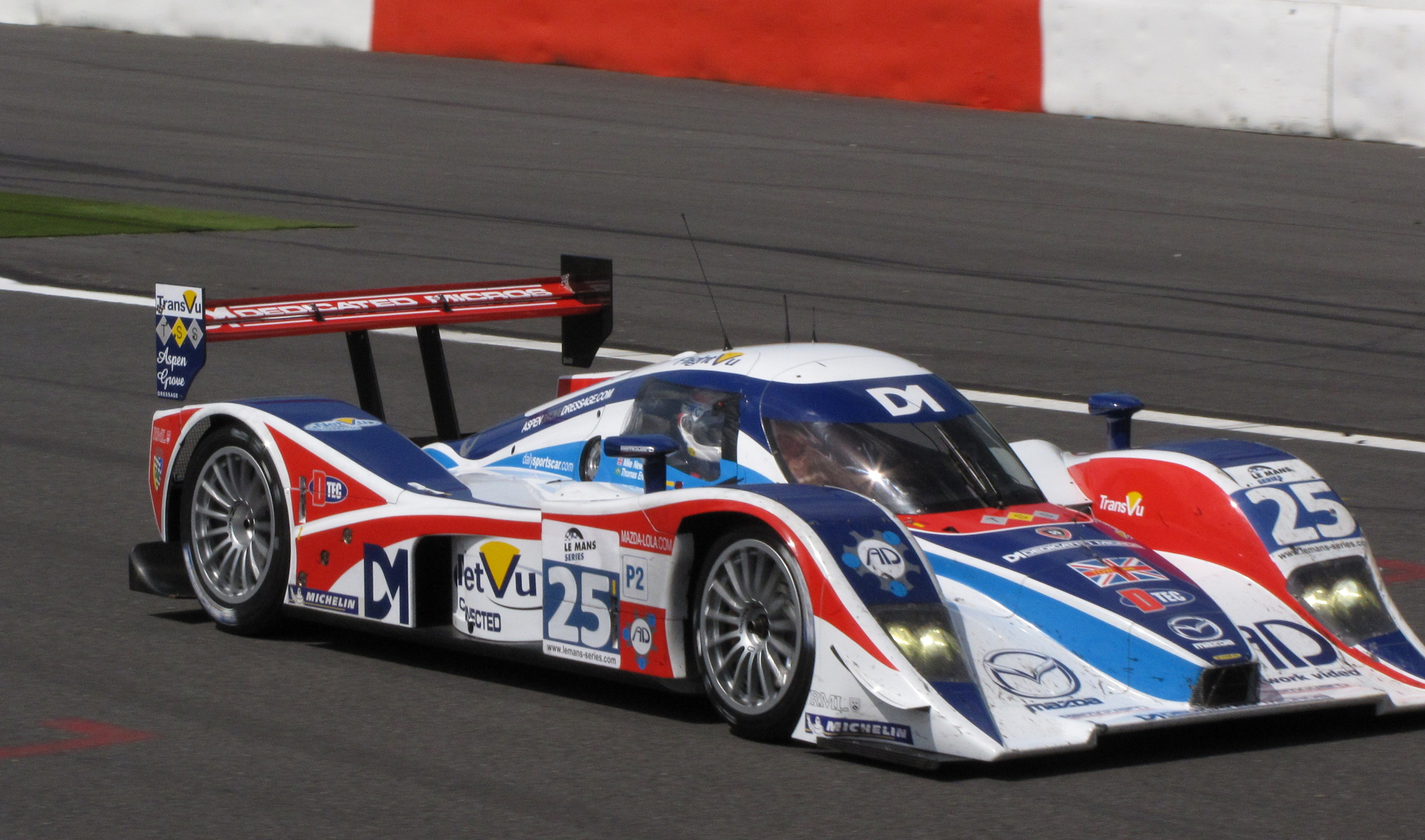
2009年 スパ ローラ・B08/80-マツダ

B08 / 80の最初のシャーシは、2008年のルマンシリーズ（LMS）、ル・マン24時間レースで、スピーディーレーシングとセバオートモーティブの合同チームで使用された。マシンは、ジャッドの最新のV8エンジンを使用している。2台目は2008年10月にアメリカン・ル・マン・シリーズ（ALMS）のプチ・ル・マンで、BKモータースポーツが参戦。エンジンはマツダ・AER製MZR-Rである。3台目のB08 / 80シャーシはRMLグループに販売され、それをベースに新たにルマンシリーズ用にMG-ローラ・EX265Cが作成された。BKモータースポーツは2008年に撤退し、ダイソン・レーシングに車を売却した。

## レース戦績

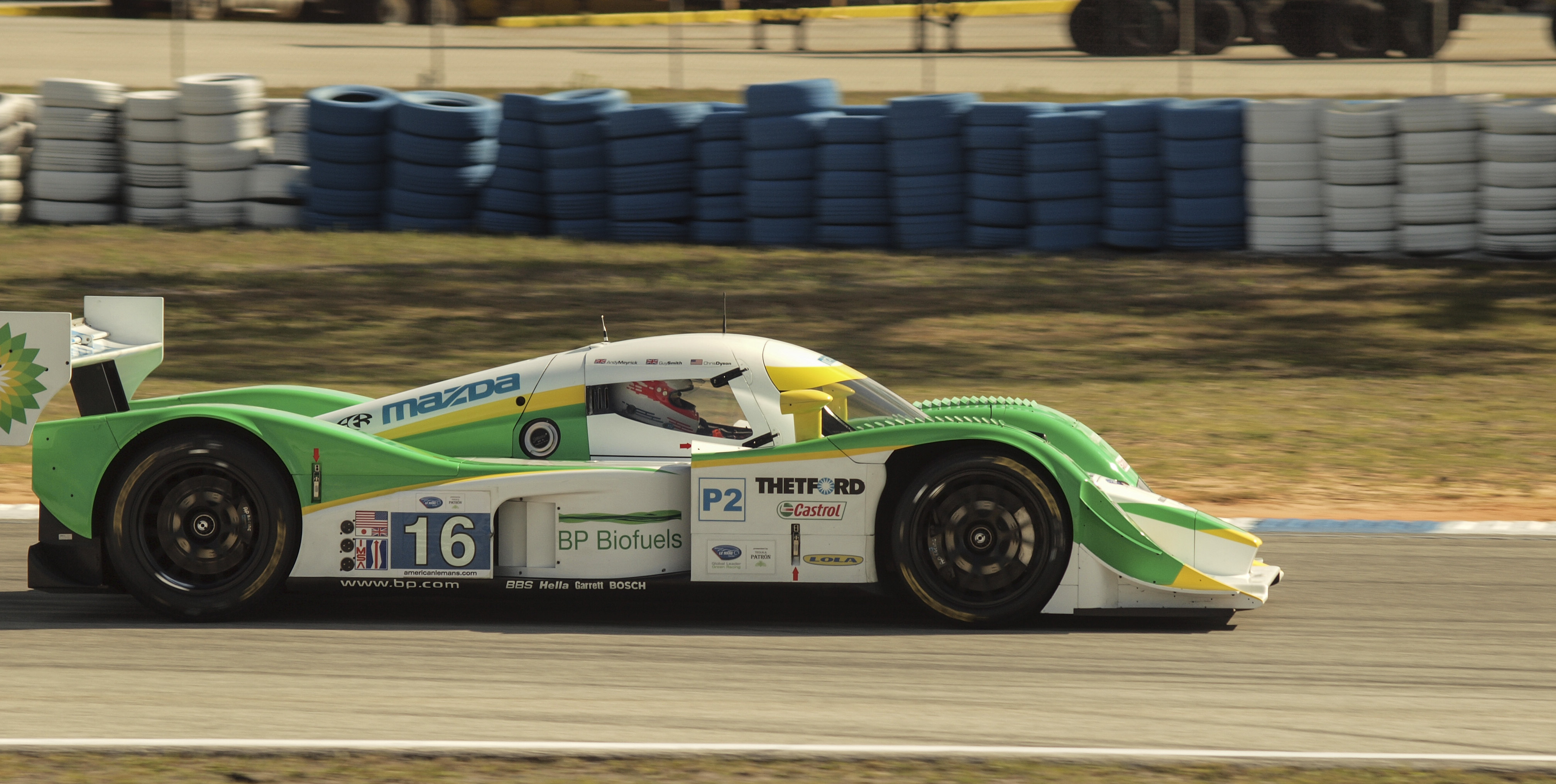
2010年 セブリング12時間 ローラ・B09/86-マツダ

2009年のALMSは、ダイソン・レーシングは、LMP2クラスに2つのアップグレードがされた、B09 / 86として参戦した。＃20号車が第5戦ライムロックパークで新型のローラ/マツダクーペでの初クラス勝利をした。
2009年のLMSは、B08 / 80はジネッタ・ザイテックに次ぐLMP2クラス2位だった。
2010年のALMSは、LMPクラスが1つに統合され、ダイソンは1台で参戦したが、ローラB09 / 86は第3戦ラグナセカで初の総合ポール、第６戦ミッドオハイオで初の総合優勝を果たした。
2010年のLMSは、RMLがLMP2クラスにB08/80で、チームとドライバーズでダブルタイトルを獲得した。第3戦アルガルヴェ1000kmでLMP2クラス優勝もした。
2011年のALMSは、再びLMP1,2クラスに分かれ、ダイソンレーシングはB09 / 86でLMP1クラスに最初＃16号車1台で参戦した。＃20号車が第3戦から加わり、第7戦ボルチモアで総合優勝した。＃16号車はレースで優勝は無かったが、2011年ALMSのLMP1ドライバー、チームで総合優勝を獲得した。レベル5モータースポーツは、シルバーストンと朱海を除いた2011年のインターコンチネンタルルマンカップと、2011年のルマン24時間レースでアップグレードされたB11 / 80を走らせた。彼らはル・マンでLMP2で3位、総合10位でフィニッシュした。
2012年、アップグレードさせたB12 / 80はスポーツカーレースで多く使用された。ガルフ・レーシング・ミドルイーストは世界耐久選手権(WEC)でB12 / 80を2台で参戦した。デンプシーレーシングはALMSでB12 / 87を走らせた。2012年のELMSは、ステータスグランプリがB12 / 80で参戦、開幕戦では3位、総合6位に終わった。
しかし、2012年限りでローラが経営破綻。
その後ローラの資産はマルチマティックに買収されたと発表。資産の購入に加えて、ローラカーズの名前と知的財産を使用するためのライセンス契約を取得した。
2013年はローラからの部品サポートに関することが不明瞭なため、すべてのチームがB12 / 80の使用を停止した。
2014年、マルチマティックは、IMSA ユナイテッド・スポーツカー選手権のPクラス参戦のためにマツダ、スピードソースに2台のローラ・B08 / 80を供給した。このマシンは、マツダ・SKYACTIV-D、直列4気筒ターボチャージャー付きディーゼルエンジンである。
2016年、ウェザーテックスポーツカー選手権で、マツダは1991年ルマン24時間レースの優勝25周年を記念し、優勝したマツダ・787Bに基づきゼッケン＃55号車を加え＃70号車との2台体制。このシーズンからAER製直列4気筒ガソリンエンジン、MZ-2.0Tを搭載している。マツダは翌年から始まるDPi規定に移行するため、この年ですべてのローラシャーシの使用が終了することになった。